# Бугаков, Павел Георгиевич
Павел Георгиевич Бугаков (род. 6 сентября 1951, Липецк, Воронежская область) — в 2001—2015 годах ректор Липецкого государственного педагогического университета, профессор, кандидат педагогических наук.

## Биография
C 1969 года работал слесарем треста «Липецкмежрайгаз». Провёл два года службы на кораблях Северного флота. Два года был на комсомольской работе в городе Кандалакше Мурманской области.
С ноября 1973 год — в Липецком педагогическом институте. После окончания в 1978 г. индустриально-педагогического факультета ЛГПИ начал преподавательскую работу на кафедре общетехнических дисциплин. С 1992 года его деятельность в институте связаны с кафедрой теории и истории педагогики. В 1994 году защитил диссертацию на соискание ученой степени кандидата педагогических наук по специальности «Общая педагогика».
С октября 1994 года работал в должности доцента, с 2002 г. — профессора кафедры теории и истории педагогики. Административно-педагогическая деятельность Бугакова в институте началась с октября 1994 года, когда он был назначен на должность декана факультета допрофессиональной подготовки. В 1999—2000 годах — проректор по учебной работе института.
В 2001 году Бугаков был избран ректором ЛГПУ. В 2006 году переизбран на должность ректора университета на второй срок. В 2015 уволен по собственному желанию с должности ректора университета.
16 октября 2008 года в 7:30 утра Бугаков был избит в тот момент, когда он вышел на улицу из своего подъезда. В результате нападения ему сломали одно ребро, были выявлены гематома печени и множественные ушибы.

### Общественная/политическая деятельность
Заместитель председателя Совета ректоров вузов Липецкой области, член коллегии Управления образования и науки Липецкой области, член коллегии Управления образования города Липецка. Ректор ГОУ ВПО «ЛГПУ» поддерживает тесные связи с педагогической общественностью города Липецка и Липецкой области, Институтом развития образования Управления образования и науки Липецкой области по повышению профессиональной компетентности руководителей общеобразовательных учреждений, организации и проведению научно-практических конференций по проблемам педагогического управления, конкурсов профессионального мастерства.

## Публикации
Более 70 научных публикаций, посвященных различным проблемам педагогики и воспитания, в том числе монография: Сталь Шмаков «Грани личности».- Липецк, 2005.- 576 с.

## Ордена, медали и другие награды
- В 1996 году капитан II ранга Бугаков П. Г. был награждён юбилейной медалью «300 лет Российскому флоту».
- В 1999 году — «Почётный работник высшего профессионального образования Российской Федерации».
- В 2001 году — почётная грамота Министерства образования Российской Федерации.
- В 2002 году — медаль «200 лет МВД России» и памятным знаком «200 лет Министерству обороны».
- В 2003 году — медаль «За заслуги в проведении Всероссийской переписи населения 2003 года».
- В 2004 году — памятная медаль «100-летию М. А. Шолохова». Знаком «За заслуги перед Липецким государственным педагогическим университетом».
- В 2007 году — диплом Министерства РФ по делам гражданской обороны, чрезвычайным ситуациям и ликвидации последствий стихийных бедствий 2007 года.
- В 2007 году — почётный знак Администрации города Липецка «За заслуги в области образования».